# Ta'an Kwach'an
Die Ta'an Kwach'an oder Ta'an Kwäch'än (‚Volk vom Lake Laberge/der Siedlung am Lake Laberge‘) sind eine der First Nations im kanadischen Yukon. Die meisten von ihnen leben am Lake Laberge (Tàa’an Mǟn) nördlich von Whitehorse, der Hauptstadt des Territoriums. Sie gehören zur Sprachfamilie des Athabaskischen, genauer gesagt zum Southern Tutchone, jedoch sind sie auch nahe mit Tagish und Tlingit verwandt.
Ihr traditionelles Territorium reicht von Hootalinqua im Norden, wo Teslin und Yukon River zusammenfließen, im Süden bis zum Marsh Lake, im Westen bis White Bank Village am Zusammenfluss von Takhini und Little River, und im Osten bis Winter Crossing am Teslin River. Es umfasst über 12.000 km².
Zu den Ta'an Kwach'an rechnete das Department of Indian Affairs and Northern Development im Dezember 2009 genau 235 anerkannte Status-Indianer, im Dezember 2015 waren es 268.

## Geschichte

### Frühgeschichte
Früheste Lebensgrundlage waren, wie überall im Norden, die Karibuherden, aber auch Elche, Schafe und Murmeltiere, Hasen und Alaska-Pfeifhasen. Dazu kamen Vögel und Fische, seit sich die Lachswanderungen durch den Yukon und seine Nebenflüsse durchgesetzt hatten, vor allem Lachs. Sie legen einen über 3000 km langen Weg über den Yukon River zurück. Auch leben hier Grizzlybären, Wölfe, Kojoten und Luchse.
Das raue Klima erforderte ein halbnomadisches Leben, bei dem Familien in Frühjahrs- und Sommerlagern zum Fischen zusammenkamen, aber auch im Herbst, um zu jagen. Die frühen Gruppen lebten in Unterkünften aus Zweigen, Geäst und Fellen; auch die Kleidung war dem Klima angepasst.
Dabei waren die Beziehungen zwischen den Gruppen, die sich im südlichen Yukon als Nomaden bewegten, ausgesprochen eng, obwohl sie verschiedene Sprachen, wie Southern und Northern Tutchone, Upper Tanana, Tagish oder Tlingit sprachen. Diese Beziehungen festigten sie durch regelmäßige Handelskontakte und gemeinsame Feierlichkeiten sowie durch verwandtschaftliche Bande. Auch ähnelte sich ihre Sicht der Welt und ihr Verhältnis zu ihrer Umgebung. Schamanen taten sich als Heiler hervor und waren für die Kontaktaufnahme mit spirituellen Mächten zuständig. Sie halfen auch beim Auffinden von Jagdbeute.
Der älteste Fund stammt vom Ibex River. Er weist ein Alter von 5 bis 8000 Jahren auf. Zu den Dörfern am Lake Laberge kamen Dörfer am Takhini River und am Südende des westlich des Sees gelegenen Fox Lake, die dort spätestens seit 1000 n. Chr. bestanden.
Der Pelzhandel kam bereits kurz nach 1800 durch die Tlingit in die Region, die damit den lokalen Handel erstmals an den Welthandel banden. Damit kamen europäische Waren, wie Gewehre, Metallwaren, Äxte, Messer, aber auch Tabak, Tee, Zucker und Mehl zu den Ta'an Kwach'an und ihren Nachbarn. Dennoch hatten die Beschaffung von Nahrungsmitteln und soziale Gründe für Wanderungen weiterhin Vorrang. Dies hing damit zusammen, dass die Tlingit ihr Pelzhandelsmonopol bis in die 80er Jahre verteidigten.
Das traditionelle Territorium war von zahlreichen Pfaden erschlossen. Am Laurier und am Thomas Creek entlang erreichte man die Karibujagdgebiete in den Big Salmon Mountains sowie Fischlager bei Mason’s Landing und Boswell Creek beim Teslin River. Den Teslin überquerte man bei Winter Crossing und erreichte den Livingstone Creek Trail, der nordostwärts bis zum Ross River reicht. Nach Westen führt ein Pfad zum Fox Lake, von dort weiter nach Braeburn und Carmacks. Von der Shallow Bay führt ein Pfad zum Takhini River und zu den Takhini Hot Springs, nordwärts geht einer zum 52 Mile Lake, wo sich ein Lager befand. In den südlich gelegenen Golden Horn Mountain (Simà) jagte man Schafe und Gopher, kleine Nager. Nordwärts führt ein Pfad zum Thirty Mile River, wo auch Biber gejagt wurden. Von dort ging es weiter nach Hootalinqua. Vom oberen Laberge südwärts zum Yukon River führt ein Pfad zum Swan Lake sowie zu Lachsfangplätzen und einem Dorf am Marsh Lake.
Der Handel drehte sich um roten Achat von der Miller’s Ridge westlich von Carmacks und reicht über tausend Jahre zurück. Mit den Kwächä̀l Kwächʼǟn (Champagne) und Äshèyi Kwächʼǟn (Aishihik) bestand ein Handel mit Obsidian, vulkanischem Glas aus der Eliaskette.
Am Laberge-See bestanden Dörfer am Deep Creek und an der Jackfish Bay, wobei Erstere Handel mit seltenen Tuffgesteinen bis in das Mackenzie-Gebiet in den Nordwest-Territorien trieben. Einer der Hauptfangplätze für Weißfisch lag am Horse Creek, wo man sich in Oktober und November versammelte. Hier traf man sich mit den Jilḵáat Ḵwáan (Chilkat-Tlingit) von der Küste, die einmal jährlich über den Chilkat Pass stiegen und den Kusawa Lake hinunter fuhren, um zu handeln. Schätzungen über das Alter dieser Plätze reichen bis zu 4000 Jahre. Der Pfad findet sich in einer Karte, die der Klukwan-Häuptling Koh-Klux 1852 zeichnete. Junge Männer wurden am Naalen oder Lookout Mountain eingesetzt und meldeten mittels Lichtsignalen die Ankunft der Chilkat-Händler, deren Kupfer besonders begehrt war.
Die nächsten Beziehungen bestanden zu den Tā̀gish kotʼīnèʼ (später übernahmen sie zumeist die Sprache der dominanten Tlingit (Łìngit) ("Küsten Volk"), betrachteten sich als regionale Tlingit-Gruppe und bezeichneten sich als "Tagish Kwän"), aber auch zu anderen Gruppen der Umgebung bestanden Verwandtschaftsverhältnisse. Die "Ta'an Kwach'an" führen sich sogar auf zwei Vorfahren zurück, die Angehörige der benachbarten "Tā̀gish kotʼīnèʼ/Tagish Kwän" (Tutchone-Name: Tatlʼān Kwächʼǟn – "Marsh Lake Volk", diese waren keine Tutchone) und der Chu ʼEna kwächʼǟn/Chu Yena kwächʼǟn ("Hutchi/Hutshi Lakes Volk", einer weiteren Southern Tutchone Band), bzw. der T'aaku Kwáan-Tlingit in Alaska waren.
Die meisten Dörfer standen am Zusammenfluss von Little River und Takhini River, unterhalb der Whitehorse Rapids, dann um Hootalinqua und an der Mündung des M’Clintock River. Das Dorf am Takhini war der wichtigste Lachsfangplatz und zugleich der Haupthandelsort mit den Küstengruppen, an der Shallow Bay fing man vor allem Weißfische.

### Goldrausch, Reservat, Häuptling Jim Boss
Als 1897 und 1898 der Klondike-Goldrausch über die dünn besiedelte Region hereinbrach, strömten rund 100.000 Menschen hierher. Die meisten von ihnen kamen vom Pazifik her über die beiden einzigen Pässe zum Lake Lindeman oder zum Lake Bennett. Dort bauten sie Flöße und Boote, um die 800 km bis Dawson zu überwinden. Im Mai 1898 fuhren rund 7000 Boote den Yukon abwärts. Zu dieser Zeit war Mundessa der Häuptling der Ta'an Kwach'an. Sein Sohn war Kashxóot aus dem Wolfs-Clan, der besser als Chief Jim Boss bekannt ist. Er war dreimal verheiratet und hatte 7 Kinder. Viele der heutigen Indianer am Lake Laberge führen sich auf Mundessa zurück.
Im Jahr 1900, auf dem Höhepunkt des Goldrauschs, beantragte Chief Jim Boss (Kishxóot) beim Commissioner of the Yukon William Ogilvie ein 1600 Acre großes Reservat bei Ta'an Män. Doch wurden ihm nur 320 Acre zugestanden. Daher schrieb der Häuptling 1902 an das Department of Indian Affairs in Ottawa, dass das Wild überjagt werde, und das sein Volk einen Ausgleich und eine Entschädigung brauche: „Tell the King very hard we want something for our Indians, because they take our land and our game.“ Ottawa sagte jedoch nur den Schutz des Volkes und des winzigen Reservats zu. Dieser Briefwechsel gilt als erster Versuch, im Yukon Landansprüche durchzusetzen. Boss engagierte einen Rechtsanwalt aus Whitehorse namens T.W. Jackson, um seine Rechtsansprüche durchzusetzen. Das Reservat Lake Laberge 1 umfasst heute 129,6 ha.
Die Ta'an Kwäch'än erhielten als erster Stamm ein Reservat im Territorium. Der Ort wurde zunächst als „Russian Town“ bekannt. Jim Boss baute am Horse Creek, zusammen mit seinem Schwager Henry Broeren, ein Roadhouse für den Schiffsverkehr auf dem See. Bald hieß der Ort „Jim Boss Town“ oder „Upper Laberge“. Außerdem engagierte er sich in der Holz- und Fischversorgung von Whitehorse. Einige beteiligten sich auch an der Goldsuche.
Heute zeugen zusammengebrochene Hütten und wenige Gräber von der Anwesenheit der Goldgräber. Manche von ihnen wurden erst durch das Takhini Fire, einen verheerenden Waldbrand im Jahr 1958 gezwungen, ihre Hütten aufzugeben. Upper Laberge, Lower Laberge und 31 Mile waren auf traditionellem Ta’an-Kwäch’än-Gebiet entstanden. Upper Laberge steht heute am Camp am Joe Creek auf der Ostseite des Sees. Hier lebten Maggie Boss und ihr Ehemann Henry Broeren. Dieser war einer der ersten, der – zusammen mit Amy Laberge, der Tochter von Laberge Billy und Jenny Laberge, sowie ihrem Mann William Cletheroe – am Livingstone Creek nach Mineralien grub. In 31 Mile betrieben in den 20er Jahren Angus und Kitty McLeod, sowie weitere Ta’an, eine Fuchs- und Minkzucht. Schließlich befand sich noch eine Lachsfangstelle bei Whitehorse, bevor sie durch Dammbauten, vor allem am Marsh Lake zerstört wurde.

### Alaska Highway, verlassene Dörfer, Selbstständigkeit
1942 begann der Bau des kriegswichtigen Alaska Highway. Die Bevölkerung von Whitehorse stieg sprunghaft von 700 auf 25.000 an, 1953 wurde der Ort Hauptstadt des Territoriums und löste damit Dawson ab. Die Lebensweise der Indianer änderte sich drastisch. Viele zogen vom Laberge-See zu den Baustellen des Alaska Highway oder suchten Arbeit in deren Umfeld.
An zwei Stellen im Yukon übte die Armee, nämlich am Watson Lake und am Lake Laberge. Am stärksten war am Lake Laberge die Region Deep Creek betroffen. Das Gleiche gilt für Richtofen Island, dessen Südende starkem Beschuss ausgesetzt wurde.
1956 erzwang die kanadische Regierung die Zusammenlegung mehrerer Indianerstämme zur Whitehorse Indian Band, um Verwaltungskosten zu sparen. Dies ging mit Umsiedlungen einher.
1972 überreichte eine Gruppe von Älteren unter Führung von Elijah Smith, einem Elder der Kwanlin Dün, Premierminister Pierre Trudeau Forderungen unter dem Titel Together Today for Our Children Tomorrow. Damit begannen Auseinandersetzungen um die Landrechte der Indianer im Yukon, die in den meisten Fällen in Verträge mündeten.
1987 trennten sich die Ta'an Kwäch'än nach 33 Jahren wieder von der Whitehorse Indian Band. Im Juli 1998 trennte sich der Ta’an Kwäch’än Council von der Whitehorse band. Die Ta’an Kwäch’än schlossen 2002 einen Vertrag mit dem Territorium und mit Ottawa, der ihnen ein selbst regiertes Reservat um den Lake Laberge zusicherte. Der Stamm ratifizierte das Abkommen im November 2004. Am 19. Februar 2005 wurde es feierlich von Vertretern des Stammes und der Regierung von Yukon und von Kanada in Whitehorse feierlich unterzeichnet.

## Aktuelle Situation
Die Regierung besteht aus der General Assembly, aus dem Häuptling und einem Deputy-Chief sowie seinen sieben Beratern, die alle drei Jahre gewählt werden, dem Rat der Älteren (Elders Council), dem Jugend- und dem Rechtsrat. Regierungssitz ist in 35 MacIntyre, Whitehorse. Der Übergang von einer Regierung unter dem Indianergesetz zu einer Selbstregierung bedurfte finanzieller Unterstützung, denn die Mittel für Programme zur Gesundheit, zu Hausbau, Wirtschaftsentwicklung, Umweltschutz und zu kulturellen und historischen Projekten waren zunächst gering. In Whitehorse soll zudem das Waterfront Cultural Centre entstehen. Bei der Wahl vom 19. Oktober 2009 konnten sich Brenda Sam als Chief und Richard Martin als Deputy-Chief durchsetzen.
1995 begann das Lake Laberge Archaeology Project, ein gemeinsames Grabungsvorhaben des Ta'an Kwäch'än First Nation Council und des Yukon Heritage Branch, also eine Kooperation zwischen lokaler First Nation und Archäologen.